# Бела Пехан
Адалберт Бела Пехан (на сръбски: Бела Пехан) е сръбски художник и учител.

## Биография
Роден е на 10 декември 1906 г. във Върбас, Австро-Унгария. Баща му Йозеф Пехан е художник. Учи медицина във Виена, но по-късно се записва в Академията в Мюнхен, където завършва живопис през 1930 г. Учител е в гимназията „Жарко Зренянин“ в родния си град.
Първата му изложба е през 1913 г. като дете, в подбора на картините участва баща му. През 1928 г., като студент, участва в обща изложба на независимите художници на Войводина. В 1930 г. прави самостоятелна изложба в Щутгарт. Следват множество самостоятелни или общи изложби във Войводина, Германия и Унгария. Занимава се с приложна графика и рисува анимационни филми, рисунки и планове за аматьорската театрална сцена във Врбас. Участва активно и като художествен учител във Войводина.
През 1955 г. постъпва в Художествената колония в Бечеж, след което започва вторият му творчески период, характеризиращ се с вариации на върба. От 1968 г. е член на Асоциацията на художниците във Войводина. Ателието му се намира на улица „Иве Лола Рибара“ № 34.
Умира на 30 септември 1986 г. във Врбас.

## Галерия
- „Гладни деца“
- „Моята съпруга“
- „Лицемери“
- „Археологически разкопки“
- „Музика, която убива“
- „Жена с червен тюрбан“
- „Пореч“
- „Месечина“
- „Пейзаж“